# Paddy Hehir
Patrick O'Sullivan, conhecido como Paddy Hehir, (1889 - ?) foi um ciclista australiano, profissional desde 1907 até 1926. Destacou nas carreiras de seis dias onde conseguiu sete vitórias.

## Palmarés
- 1907
  - 1.º nos Seis dias de Atlantic City (com Eddy Root)
- 1911
  - 1.º nos Seis dias de Sydney (com Alfred Goullet)
- 1912
  - 1.º nos Seis dias de Melbourne (com Alfred Goullet)
  - 1.º nos Seis dias de Toronto (com Eddy Root)
- 1913
  - 1.º nos Seis dias de Buffalo (com Peter Drobach)
  - 1.º nos Seis dias de Newark (com Peter Drobach)
  - 1.º nos Seis dias de Indianápolis (com Peter Drobach)